# Mưu đồ ẩn giấu
Mưu đồ ẩn giấu (tên gốc: Kasamh Se, tên tiếng Hindi: कसम से, tên tiếng Anh: The Promise) là một bộ soap opera của Ấn Độ được sản xuất bởi Ekta Kapoor của Balaji Telefilms và được phát sóng trên Zee TV từ ngày 02/01/2006 đến ngày 21/04/2011 từ thứ Hai đến thứ Năm. Câu chuyện kể về những thử thách và những khổ nạn của ba chị em Bani, Pia và Rano.
Chương trình cũng được lồng tiếng tại Pháp trên kênh Antenne Reunion.
Tại Việt Nam, phim được cắt bỏ một số chi tiết, chia làm nhiều phần và phát sóng trên kênh TodayTV với tên Mưu đồ ẩn giấu

## Nội dung
Câu chuyện xoay quanh ba chị em Dixit là Bani (Prachi Desai / Gurdeep Kohli), Pia (Roshni Chopra / Mansi Verma) và Rano (Arunima Sharma / Pallavi Purohit), những người sống ở Mount Abu cùng với người bố quá vợ, là ông Nishikant Dixit. Sau cái chết của người bố, ba chị em đến Mumbai để sống với người quen giàu có của bố mình, là ông Jai Walia (Ram Kapoor), là một người đàn ông trung niên. Từ đây, số phận của bốn người đã đưa họ trải qua những hoàn cảnh bất ngờ.

### Phần 1 trên kênh TodayTV
Những vết rạn từ một cái chết...
"Sự sống bắt nguồn từ cái chết". Thế nhưng, có một thứ bắt nguồn từ cái chết mà người ta thường vẫn hay quên nhắc đến. Đó là sự đổi thay...
Bani, Pia và Rano từng là ba chị em rất yêu thương nhau, dù cả ba đều có những tính cách khác biệt. Chị cả Bani là một cô gái có trách nhiệm, Pia, con giữa, hiện đại và quyến rũ, trong khi Rano hiếu học và thông minh.
Sau cái chết của người cha, ba chị em đến Mumbai để sống cùng gia đình ông trùm kinh doanh giàu có Jai Walia. Bani nhanh chóng say mê Pushkar, chàng nhân viên trẻ của Jai trước khi biết rằng Pushkar và Pia yêu nhau. Tuy nhiên, vì tham muốn cuộc sống giàu sang, bỏ mặc sự phản đối của chị và em gái, Pia đã bỏ rơi Pushkar để chấp nhận lời cầu hôn của Jai, người hơn mình rất nhiều tuổi. Và rồi sau đó, Pia cùng Pushkar bỏ trốn ngay trong hôn lễ, bỏ mặc chị mình ở lại tự thu xếp. Vì em gái, Bani chấp nhận chôn vùi mối tình vừa chớm nở, thay Pia kết hôn cùng Jai. Còn Jai, vô cùng căm phẫn vì bị phụ bạc và lừa dối, ông bắt đầu căm ghét và trả thù Pushkar và ba chị em. Ông phong toả mọi nguồn tài chính của Pushkar và hành hạ Bani. Theo thời gian, nhờ có sự giúp đỡ của dì Jai, người mà ông vô cùng kính trọng, mối quan hệ lạnh lẽo giữa Bani và Jai dần thay đổi. Tình yêu được vun đắp khiến cả hai thêm xích lại gần nhau.
Vì Anu, cô con gái út của Aditya Bali và Jigyasa, có thai với Rohit khi chưa kết hôn nên gia đình Walia mong tổ chức hôn lễ ngay cho Anu. Nhưng gia đình Rohit đưa ra điều kiện phải để chị gái của Rohit, là Rashi, vào làm dâu nhà Walia trước. Sahil và Rano yêu nhau. Do đó, Ranbir phải phá bỏ lời thề cả đời không lấy vợ, chấp nhận Rashi. Vì vậy, ba hôn lễ được tổ chức cùng ngày: Ranbir và Rashi, Sahil và Rano, Rohit và Anu.
Thế nhưng, lúc hạnh phúc tưởng như đã cập bến trong cuộc đời Bani, mối tình đầu của Jai xuất hiện và một bí mật đen tối được tiết lộ: 7 năm trước, mẹ của Bani đã chết trong một tai nạn và Jai chính là người gây ra nó. Dù Jai ngàn lần hối hận, Bani, lúc này đang mang thai đứa con của Jai, vẫn quyết định rời khỏi ngôi biệt thự Walia. Sau khi phát hiện âm mưu chiếm đoạt tài sản của Jai của mẹ con Jigyasa, để cứu lấy một phần tài sản của Jai, Bani đã đưa đơn ly hôn và đòi chia nửa tài sản với sự giúp đỡ của cháu dâu Rashi và luật sư Tarun, bạn thân của Jai, người mà ban đầu rất ghét Bani vì hiểu lầm cô là kẻ tham tiền nhưng sau đó lại rất yêu Bani. Ngay lúc này, vì chán Pushkar và mơ cuộc sống giàu sang, Pia đã trở lại, bỏ thuốc giăng bẫy Jai, lên kế hoạch chen ngang vào mối quan hệ giữa Jai và Bani. Về phía Bani, thật không may cho cô, vì cứu mạng Jai, cô đã sảy thai. Sau đó, Bani tình cờ phát hiện ra rằng do chán cảnh sổng trong bệnh tật nên mẹ cô đã tự tử chứ không hề bị giết. Còn kế hoạch chiếm tài sản của mẹ con Jigyasa hoàn toàn thất bại nhờ sự giúp đỡ của cháu dâu Rashi. Vì vậy, cô quyết định kể sử thật với Jai và hai người quay lại với nhau.
Sau đó, Jai vô cùng hối hận vì đã lỡ đến với Pia trong khi ông không hề mong muốn (ông không hề biết rằng do Pia đã bỏ thuốc). Jai đã tìm mọi cách để cắt đứt quan hệ với Pia trong khi Pia tìm mọi cách dùng đứa con trong bụng của cô với Jai và chị gái Bani để uy hiếp Jai hòng duy trì mối quan hệ giữa hai người. Pia lên kế hoạch quyết loại bỏ Bani ra khỏi cuộc sống của Jai. Vào ngày lễ kỷ niệm ngày cưới của Jai và Bani, Pia giăng bẫy để Jai nói ra quan hệ của ông cùng Pia. Quá sốc, Bani trở thành người vô cảm và muốn tự tử mặc dù biết mình đã mang thai cùng Jai. Còn Jai và Pia thì bị dì của Jai đuổi ra khỏi nhà. Bani và Pia từ hai chị em trở thành hai người phụ nữ ở hai đầu chiến tuyến.
Cùng lúc này, cuộc hôn nhân trốn chạy của cô út Rano kết thúc đầy bí ẩn sau cái chết đầy nghi vấn của Sahil, chồng Rano. Bani quyết định điều tra. Thế nhưng, không kịp để Bani trở tay, Pia đã nhanh chóng khiến tất cả mọi người tin rằng Bani mới chính là kẻ đứng đằng sau vụ việc...
Bani bị đưa vào bệnh viện tâm thần và sinh được hai con ở đó. Sau đó, cô trốn thoát khỏi bệnh viện và trở về nhà Jai. Và cô bị kẹt trong đám cháy. Jai được thông báo về cái chết của Bani. Trong khi, Bani được một người chưa biết cứu khỏi đám cháy và cô lấy tên mới là Durga Dasgupta quay về báo thù.

### Phần 2 trên kênh TodayTV
"Mưu đồ ẩn giấu 2" – Hồng nhan chưa hết đoạn trường...
"Người phụ nữ cũng giống như những túi trà - Bạn không thể biết cô ấy mạnh mẽ thế nào cho tới khi đặt cô ấy vào nước nóng." (Eleanor Roosevelt).
Tiếp nối câu chuyện của "Mưu đồ ẩn giấu" phần 1, ở phần 2 bộ phim, những hiểu lầm liên tiếp xảy ra đã đẩy mối quan hệ giữa Bani và Jai đi vào bế tắc. Sau khi giúp người chồng của chị sinh đôi (đã mất) khôi phục trí nhớ, Bani đổi tên thành Maithilli và sống với con gái Ganga trong một ngôi làng nhỏ. Năm năm sau họ trở lại Mumbai.
Số phận run rủi Bani gặp lại Jai khi cô làm phục vụ trong một nhà hàng, nhưng thay vì vỡ òa thương nhớ, anh đã sỉ nhục cô và hối lộ cho quản lý nhà hàng đuổi việc Bani. Thế nhưng, ngay lúc đó, vợ mới của Jai là Meera lại vô tình quen biết Bani và giúp đỡ cô. Éo le thay, giữa lúc Bani không xu dính túi, Ganga con cô bị thương, nhập viện. Các bác sĩ phát hiện Ganga bị ung thư, chỉ có thể trị khỏi bằng cách ghép tủy từ người cùng huyết thống. Jai và Bani buộc phải tái hợp để chữa trị cho Ganga. Bani quay về biệt thự Walia và rồi, tình cũ không rủ cũng tới, Jai đã lại một lần nữa yêu cô.
Không muốn mất Jai, Meera âm thầm ra tay giết chết Ganga và thủ tiêu luôn cả Bani, nhưng cô may mắn sống sót. Những vết bỏng nghiêm trọng trên mặt khiến cô phải tiến hành phẫu thuật thẩm mỹ. Bani tỉnh lại với một cái đầu trống rỗng, một diện mạo hoàn toàn khác và một cái tên mới: Pronita.
Một ngày nọ, Pronita, lúc này không còn nhớ ra mình là ai, đã quay lại ngôi đền gần nơi cô bị hãm hại và bị ngất tại đây. Chính Jai là người đã đỡ lấy cô nhưng oan nghiệt thay, anh không hề nhận ra Bani. Cuộc sống vô vọng không ký ức đã thôi thúc Pronita (Bani) quay về Mumbai tìm lại quá khứ. Giữa lúc này, Meera cũng đã có những kế hoạch mới cho mối quan hệ giữa cô và Jai.

### Phần 3 trên kênh TodayTV
Khi thiên thần đánh rơi mặt nạ
Đã là giấy thì mãi không gói được lửa, cũng như cây kim trong bọc rồi sẽ có ngày lòi ra. Sau tất cả mọi tội ác, khi mặt nạ bị lột xuống, sự thật được phơi bày. Đâu sẽ là cái kết cho mọi thứ...
Tiếp nối câu chuyện ở phần 2, trong phần 3 của bộ phim, Pronita hiểu mình cần phải mạnh mẽ hơn nữa trước những mưu đồ tội ác, cô phải đấu tranh không chỉ để giành lấy hạnh phúc mà đơn giản hơn, là bảo vệ chính bản thân mình và những người mà cô yêu quý. Pronita quyết định quay về và đối mặt với những âm mưu của Meera, người đã nhẫn tâm đẩy cô vào cõi chết và giành lấy Jai từ cô.
Sau khi biết Pronita chính là người đứng đằng sau âm thầm trợ giúp Krishna thoát khỏi cảnh tù ngục, mối quan hệ giữa Pronita và Jai dần trở nên êm dịu hơn, song những hiểu lầm mà Meera gây ra vẫn như chiếc gai nhọn tồn tại trong mối quan hệ hai người. Chứng kiến điều ấy, Meera hiểu rằng Pronita chính là mối đe dọa đối với mình, ghen tức với niềm hy vọng hạnh phúc Pronita đang có, Meera quyết tâm phá hủy toàn bộ. Tuy nhiên, lần này Pronita đã biết tự đấu tranh khiến Meera nhiều lần phải tức điên vì những hành động mà Pronita gây ra.
Với Ganga, cô gái bé nhỏ đã tìm thấy hạnh phúc của mình bên chàng Pratush, nhưng niềm vui chẳng bao lâu khi Pronita giúp cô nhận ra bản chất thật sự của Pratush, rằng, anh là một kẻ đểu cáng. Ganga suy sụp, cuộc hôn nhân tan vỡ. Cùng lúc đó, Meera nhận ra Pronita chính là Bani, người lý ra không thể xuất hiện trên cõi đời này nữa. Lo sợ bị phát hiện cùng sự đố kị, Meera lại một lần nữa đẩy Pronita vào đường chết bằng chính thủ đoạn của 16 năm trước.
Phim được phát sóng trên TodayTV từ 14-08-2015 đến 07-10-2015 vào lúc 11 giờ hàng ngày.

## Diễn viên
- Prachi Desai / Gurdeep Kohli vai Bani Nishikant Dixit/ Bani Jai Walia / Durga Dasgupta / Maithili/ Anamika Daksh Randheria /Pronita Partho Mitra/ Pronita Jai Walia (Chị cả)
- Roshni Chopra / Mansi Verma vai Pia Nishikant Dixit/ Pia Pushkar Shukla/ Pia Jai Walia (Em thứ của Bani)
- Arunima Sharma / Pallavi Purohit vai Rano Nishikant Dixit/ Rano Sahil Bali / Rano Ranbir Bali (Em út của Bani, vợ của Sahil)
- Ram Kapoor vai Jai Udai Walia/ Udai Walia
- Naman Shaw vai Pushkar Shukla (chồng trước của Pia và là bạn thân của Bani)
- Ashwini Kalsekar / Jaya Bhattacharya vai Jigyasa Aditya Bali (chị gái của Jai Walia, vợ của Aditya Bali)
- Jatin Sial vai Aditya Bali (chồng của Jigyasa)
- Siddharth Vasudev vai Ranbir Aditya Bali (con trai cả của Jigyasa và Aditya Bali)
- Prashant Ranyal vai Sahil Aditya Bali (con trai thứ của Jigyasa và Aditya Bali)
- Dilnaz Shroff vai Anu Rohit Chopra (con gái út của Jigyasa và Aditya Bali, vợ của Rohit)
- Sudha Shivpuri vai Dadi (mẹ của Aditya Bali, mẹ chồng của Jigyasa)
- Swati Anand vai Rashi Ranbir Bali (vợ của Ranbir, chị gái của Rohit)
- Karan Patel/Saurabh Raj Jain vai Rohit Ranvijay Chopra (chồng của Anu, em trai của Rashi)
- Rakshanda Khan vai Roshni Chopra (mối tình đầu của Jai Walia, dì của Rashi)
- Manoj Joshi vai Nishikant Dixit (Bố của ba chị em Bani, Pia, Rano)
- Shubhangi Gokhale vai Kiran Nishikant Dixit (Mẹ của ba chị em Bani, Pia, Rano)
- Nigaar Khan vai Barnali (tình nhân của bố của Jai Walia)
- Pawan Shankar vai Tarun Sablok (luật sư, bạn thân của gia đình Jai Walia, và cũng yêu Bani)
- Pallavi Subhash vai Meera Khandelwal/Meera Jai Walia (vợ Jai Walia)
- Atharva Dhanorkar vai Atharva Jai Walia (còn nhỏ) (con trai của Jai và Bani)
- Diya Sonecha vai Krishna Jai Walia (còn nhỏ)
- Akshita Kapoor vai Krishna Jai Walia (con gái của Jai và Bani)
- Ahsaas Channa vai Ganga Jai Walia (còn nhỏ)
- Priya Bhatija vai Ganga Jai Walia (trưởng thành) (con gái của Jai và Bani)
- Vivian Dsena vai Vicky Jai Walia / Vicky Jai Bani Walia (con trai của Jai và meera)
- Mayank Gandhi vai Veer Pushkar Shukla / Veer Jai Walia (con trai của Jai và Pia, con nuôi của Pushkar)
- Navika Kotia vai Vidya Ranveer Bali (còn nhỏ)
- Priya Marathe vai Vidya Ranveer Bali (trưởng thành) (con gái của Ranbir và Rashi)
- Gautam Gulati vai Varun Sahil Bali (con trai của Sahil và Rano)
- Shailendra Singh vai Partho Mitra
- Vishal Singh vai Rishi (chồng của Ganga)
- Karan Hukku vai Daksh Dhanraj Randheria (chồng của Anamika)
- Kamal Sadanah vai Mohan Khandelwal
- Seema Bhargav vai Billo Masi (dì của Jai Walia)
- Suvarna Jha / Priya Arya vai Karuna Makhija (con gái của Billo Masi, em họ của Jai Walia)
- Shabbir Ahluwalia vai Sandeep Sikand aka Sandy (ca sĩ nhạc rock, thần tượng của Anu)
- Kushal Punjabi vai luật sư
- Eijaz Khan vai Anupam Kapadia
- Ronit Roy vai Aparajit Deb
- Utkarsha Naik vai Sarla Shukla
- Amita Chandekar vai Sonali
- Anita Hassanandani vai Mrs. Anupam Kapadia
- Preeti Amin vai Laxmi

## Âm nhạc
Ngoài bài hát chính của phim, Kasamh Se (कसम से), do Nihira Joshi (निहिरा जोशी) thể hiện, phim còn rất nhiều cảnh múa hát. Tuy nhiên, khi công chiếu ở Việt Nam, nhà đài đã cắt bớt một số nội dung, trong đó có cả những cảnh múa hát.
Lời bài hát Kasamh Se:
Musqura ke jeewan

Chede pyaar ki dhun

Naye naye sapne

Aankhon mein bun
Musqura ke jeewan

Cheede pyaar ki dhun

Naye naye sapne

Aankhon mein bun
Aasha ki kiran kehti hum se

Kasam se kasam se kasam se

Bahaarein chura loon

Mausam se
Kasam se kasam se kasam se

Kasam se kasam se kasam se

Kasam se kasam se kasam se.

## Giải thưởng
| Năm  | Giải thưởng                      | Thể loại                                        | Người nhận                 | Vai               |
| ---- | -------------------------------- | ----------------------------------------------- | -------------------------- | ----------------- |
| 2006 | Kalakar Awards                   | Nữ diễn viên xuất sắc nhất (Truyền hình)        | Prachi Desai               | Bani Walia        |
| 2006 | Kalakar Awards                   | Serial xuất sắc nhất                            | Ekta Kapoor                | Nhà sản xuất      |
| 2006 | 6th Indian Telly Awards          | Serial hàng ngày xuất sắc nhất                  | Ekta Kapoor                | Nhà sản xuất      |
| 2006 | 6th Indian Telly Awards          | Nữ diễn viên xuất sắc nhất trong vai phản diện  | Ashwini Kalsekar           | Jigyasa Bali      |
| 2006 | 6th Indian Telly Awards          | Gương mặt mới xuất sắc nhất (Nữ)                | Prachi Desai               | Bani Walia        |
| 2006 | 6th Indian Telly Awards          | Cặp đôi trên màn ảnh xuất sắc nhất              | Ram Kapoor và Prachi Desai | Jai và Bani Walia |
| 2006 | 6th Indian Telly Awards          | Nam diễn viên xuất sắc nhất (Yêu thích)         | Ram Kapoor                 | Jai Walia         |
| 2006 | Indian Television Academy Awards | Nam diễn viên xuất sắc nhất (Ban giám khảo)     | Ram Kapoor                 | Jai Walia         |
| 2006 | Indian Television Academy Awards | Serial xuất sắc nhất (Ban giám khảo)            | Ekta Kapoor                | Nhà sản xuất      |
| 2007 | 7th Indian Telly Awards          | Nam diễn viên xuất sắc nhất trong vai phản diện | Ronit Roy                  | Aparijit Deb      |
| 2007 | 7th Indian Telly Awards          | Nữ diễn viên xuất sắc nhất (Yêu thích)          | Prachi Desai               | Bani Walia        |
| 2007 | 7th Indian Telly Awards          | Nam diễn viên xuất sắc nhất (Yêu thích)         | Ram Kapoor                 | Jai Walia         |
| 2007 | Indian Television Academy Awards | Nữ diễn viên xuất sắc nhất trong vai phản diện  | Ashwini Kalsekar           | Jigyasa Bali      |
| 2008 | 8th Indian Telly Awards          | Chương trình truyền hình tiếp tục xuất sắc nhất | Ekta Kapoor                | Nhà sản xuất      |
| 2008 | 8th Indian Telly Awards          | Special Recommendation                          | Prachi Desai               | Bani Walia        |